# Jean-Patrick Nazon
Jean-Patrick Nazon (Épinal, Vosges, 18 de janeiro de 1977) é um ciclista francês profissional desde 1997 e actualmente na equipa AG2R La Mondiale.

## Palmarés
- 1998
  - 2 etapas do Circuit des Mines

- 2000
  - 2ª e 5ª etapas da Étoile de Bessèges
  - 3ª étapa dos Quatro Dias de Dunquerque
  - 3ª etapa do Tour de Picardie

- 2001
  - 2ª etapa do Tour de l'Avenir

- 2002
  - 2ª etapa do Volta ao Qatar
  - 1ª etapa do Critérium International
  - 3ª etapa dos Quatro Dias de Dunquerque

- 2003
  - 6ª etapa dos Quatro Dias de Dunquerque
  - 3ª e 6ª etapas da Volta ao Alentejo
  - 21ª etapa do Tour de France

- 2004
  - 1ª etapa do Critérium International
  - 3ª etapa do Tour de l'Ain
  - 4ª etapa do Tour de France

- 2005
  - 2ª etapa do Tour de Bavière
  - 1ª etapa do Tour de Hesse
  - Memorial Rik Van Steenbergen

- 2006
  - 1ª etapa do Circuit de Lorraine
  - 2ª etapa da Route do Sud

- 2007
  - 1ª etapa do Paris-Nice
  - 1ª etapa da Route do Sud

## Resultados nas grandes voltas

### Tour de France
- 2000 : abandonou à 10ª etapa
- 2003 : 135º, vitória numa etapa e  camisola amarela durante um dia
- 2004 : 137º, vitória numa etapa
- 2005 : abandonou à 11ª etapa

### Vuelta a España
- 2006 : 105º